# نیوورکرک
نیوورکرک (به هلندی: Nieuwerkerk aan den IJssel) یک منطقهٔ مسکونی در هلند است که در زایدپلاس واقع شده‌است.

## خواهرخوانده
شهر خومژا خواهرخواندهٔ نیوورکرک هست.